# CinemaRx
CinemaRx (sau CinemaRx.ro) este un site românesc pe web/internet cu informații din lumea filmului. Versiunea inițială a site-ului a fost lansată în anul 2006, iar în primăvara anului 2008 a fost lansată o a doua versiune, diferită prin structură și design(v.„Evaluarea sitului CinemaRx cu statistici” Arhivat în 19 octombrie 2018, la Wayback Machine.).

## Prezentare
Site-ul prezintă informații privitoare la producțiile filmice pentru cinematograf și televiziune (seriale). Sunt prezentate, cu actualizare zilnică: programul cinematografelor din România, premierele săptamânii, știri și evenimente cinematografice, box-office, trailer-e recente, recomandări privitoare la filmele transmise de către televiziuni în România. Sunt consemnate pe site și evenimentele cinematografice din țară (lansări de filme, DVD-uri, conferințe de presă, festivaluri).

## Facilități
CinemaRx prezintă un număr de facilități prin care se încurajează crearea unei comunități virtuale a vizitatorilor iubitori de film.
1. Existența unei componente de social-networking. Prin intermediul comunității, utilizatorii pot interacționa și pot să-și găsească prieteni cu interese cinematografice comune.
2. Posibilitatea creării de pagini personale de către utilizatori. Fiecare membru înregistrat al site-ului are o pagină personală, în care intră și un sistem de notare a filmelor. În funcție de titlurile preferate, site-ul CinemaRx aduce utilizatorilor săi recomandări personalizate de film.
3. Contribuția la baza de date a site-ului. Poate fi realizată de către orice utilizator înregistrat[6]. Se folosește o interfață similară celei wiki. Se pot aduce contribuții la aproape fiecare element al paginilor de filme sau cineaști, iar utilizatorii sunt răsplătiți prin intermediul unui punctaj, ce îi ajută să evolueze în rang în cadrul comunității sau să câștige premii.
4. Contribuții semnificative și discuții pe Forum.
5. Încărcare de afișe și poze din filme[nefuncțională]
, precum și de imagini originale create de utilizatori pe websitul CinemaRx

CinemaRx nu permite utilizatorilor săi să-și închidă direct contul ca o măsură de precauție de hacking.